# Okres Kecskemét
Okres Kecskemét (maďarsky Kecskeméti kistérség) je okres v Maďarsku v župě Bács-Kiskun. Jeho správním centrem je město Kecskemét.

## Sídla
V okrese se nachází celkem 16 měst a obcí.
Města
- Kecskemét
- Kerekegyháza
- Lajosmizse

Obce
- Ágasegyháza
- Ballószög
- Felsőlajos
- Fülöpháza
- Fülöpjakab
- Helvécia
- Jakabszállás
- Kunbaracs
- Kunszállás
- Ladánybene
- Nyárlőrinc
- Orgovány
- Városföld